# Jean-Pierre Mocky
Jean-Paul Adam Mokiejewski (Niça, 6 de juliol de 1933-Ib., 8 d'agost de 2019), més conegut com a Jean-Pierre Mocky, va ser un actor, director de cinema, guionista i productor de cinema francès.

## Biografia
Era fill d'immigrants polonesos, de pare jueu i mare catòlica. Debuta com a actor al cinema i al teatre. Té un paper en la peça de teatre Les Casse-pieds (1948) de Jean Dréville, a les pel·lícules Orphée (1950) de Jean Cocteau o Le Gorille vous salue bien (1957) de Bernard Borderie. Però és sobretot a Itàlia que aconsegueix la fama amb el seu paper en I vinti de Michelangelo Antonioni.
Després de treballar com a becari a les ordres de Luchino Visconti a la pel·lícula Senso (1954) i de Federico Fellini a La strada (1954), escriu la seva primera pel·lícula, La Tête contre les murs (1959) i ambiciona de filmar-la ell mateix, però el productor prefereix contractar el director Georges Franju. Mocky dirigeix la seva primera pel·lícula l'any següent amb Les Dragueurs (1959). Des de llavors no va parar de rodar.
En els anys 1960 aconsegueix seduir el públic amb comèdies com Un drôle de paroissien (1963) o La Grande Lessive (!) (1968). Després del maig del 68, s'interessa pel gènere negre i roda Solo (1969) en el qual mostra un grup de joves terroristes d'extrema esquerra, i L'Albatros (1971) que mostra la corrupció de la classe política.
Al principi, les seves pel·lícules es van dedicar a l'aixecament contra les restriccions imposades per la societat. Més tard serà la farsa: en la pel·lícula "Bonsoir", l'indigent Alex (Michel Serrault) pretén ser un amant de la lesbiana Caroline (Claude Jade) per a salvar la seva herència contra els seus parents homofòbics.
En els anys 1980 torna a trobar l'èxit amb una pel·lícula que denúncia les derives violentes d'uns certs aficionats del futbol, un any abans del drama del Heysel (À mort l'arbitre, 1984), i una comèdia que denuncia les hipocresies al voltant dels pelegrinatges de Lorda (Le Miraculé, 1987), que va participar al 37è Festival Internacional de Cinema de Berlín.
En els anys 1990 i 2000, les seves pel·lícules tenen menys èxit però Jean-Pierre Mocky continua rodant amb el mateix entusiasme.
El seu cinema, sovint satíric i pamfletari, s'inspira dels successos socials. Treballa amb molt pocs mitjans i roda amb rapidesa. Va dirigir actors tan famosos com Bourvil (Un drôle de paroissien, La Cité de l'indicible peur, La Grande Lessive (!) i L'Étalon), Fernandel (La Bourse et la Vie), Michel Simon (L'Ibis rouge), Michel Serrault (dotze pel·lícules entre les quals Le Miraculé i À mort l'arbitre), Francis Blanche (cinc pel·lícules entre les quals La Cité de l'indicible peur), Jacqueline Maillan (cinc pel·lícules), Jean Poiret (vuit films) i amb les estrelles Catherine Deneuve (Agent trouble), Claude Jade (Bonsoir), Jane Birkin (Noir comme le souvenir), Jeanne Moreau (Le Miraculé) i Stéphane Audran (Les saisons du plaisir).
En 2010 va rebre el prix Henri-Langlois pel conjunt de la seva carrera i el prix Alphonse-Allais en 2013. El Festival de Cinema de Belfort Entrevues el 2012 i la Cinémathèque Française el 2014 li van dedicar una retrospectiva integral.

## Filmografia

### Director

#### Curtmetratges
- 1988: Nice is Nice
- 2012: Chapeau i Au-delà des grilles (collection Histoires courtes)
- 2014: La Cerise i Fais-moi une offre (collection Histoires courtes)
- 2015: Agafia, Le Rustre et le juge i Le Magicien et les siamois (collection Histoires courtes)

#### Llargmetratges
- 1959: Les Dragueurs
- 1960: Un couple
- 1961: Snobs !
- 1962: Les Vierges
- 1963: Un drôle de paroissien
- 1964: La Cité de l'indicible peur
- 1965: La Bourse et la Vie
- 1967: Les Compagnons de la marguerite
- 1968: La Grande Lessive (!)
- 1970: L'Étalon
- 1970 : Solo
- 1971: L'Albatros
- 1972: Chut !
- 1973: L'Ombre d'une chance
- 1974: Un linceul n'a pas de poches
- 1975: L'Ibis rouge
- 1976: Le Roi des bricoleurs
- 1978: Le Témoin
- 1979: Le Piège à cons
- 1982: Litan: La Cité des spectres verts
- 1982 : Y a-t-il un Français dans la salle ?
- 1983: À mort l'arbitre
- 1985: Le Pactole
- 1986: La Machine à découdre
- 1987: Le Miraculé
- 1987 : Agent trouble
- 1987 : Les Saisons du plaisir
- 1988: Une nuit à l'Assemblée nationale
- 1988 : Divine enfant
- 1990: Il gèle en enfer
- 1991: Mocky Story
- 1991 : Ville à vendre
- 1992: Bonsoir
- 1993: Le Mari de Léon
- 1995: Noir comme le souvenir
- 1997: Robin des mers
- 1997 : Alliance cherche doigt
- 1998: Vidange
- 1999: Tout est calme
- 1999 : La Candide Madame Duff
- 2000: Le Glandeur
- 2001: La Bête de miséricorde
- 2002: Les Araignées de la nuit
- 2003: Le Furet
- 2004: Touristes ? Oh yes !
- 2004 : Les Ballets écarlates
- 2005: Grabuge !
- 2006: Le Deal
- 2007: Le Bénévole
- 2007 : 13 French Street
- 2011: Les Insomniaques
- 2011 : Crédit pour tous
- 2011 : Le Dossier Toroto
- 2012: Le Mentor
- 2012 : À votre bon cœur, mesdames
- 2013: Dors mon lapin
- 2013 : Le Renard jaune
- 2014: Le Mystère des jonquilles
- 2014 : Calomnies
- 2015: Tu es si jolie ce soir
- 2015 : Les Compagnons de la pomponette
- 2015 : Monsieur Cauchemar
- 2016: Le Cabanon rose
- 2016 : Rouges étaient les lilas
- 2017: Vénéneuses
- 2017 : Votez pour moi

#### Telefilms
- 1988: Méliès 88 : Gulliver
- 2007-2009: Myster Mocky présente

- - 1991 : La Méthode Barnol
  - 1991 : La Vérité qui tue
  - 1991 : Dis-moi qui tu hais
  - 2008 : Dans le lac
  - 2008 : Chantage à domicile
  - 2008 : Le Farceur
  - 2008 : Le Diable en embuscade
  - 2008 : L'Énergumène
  - 2008 : Témoins de choix
  - 2008 : Cellule insonorisée
  - 2008 : Mort sur commande
  - 2008 : Service rendu
  - 2008 : La Clinique opale
  - 2008 : Le Jour de l'exécution
  - 2008 : Un éléphant dans un magasin de porcelaine
  - 2009 : Une si gentille serveuse
  - 2009 : Le Voisin de cellule
  - 2009 : Un risque à courir
  - 2009 : La Voix de la conscience
  - 2009 : De quoi mourir de rire
  - 2009 : Meurtre entre amies
  - 2009 : Martha in memoriam
  - 2009 : L'Aide
  - 2009 : Ultime Bobine
  - 2009 : Haine mortelle
  - 2009 : Sauvetage
  - 2009 : La Cadillac
- 2009 : Colère (emès per France 2 i TV5 Monde)
- 2013 : Hitchcock by Mocky
  - 2013 : Selon la loi
  - 2013 : Aveux publics
  - 2013 : Sursis pour un assassin
  - 2013 : La curiosité qui tue
  - 2013 : Derrière la porte close
  - 2013 : La main du destin
  - 2013 : Auto-stop
  - 2013 : Alibi en chaîne
  - 2013 : Demande en mariage
  - 2013 : Deux cœurs solitaires
  - 2013 : Le don d'Iris
  - 2013 : Les nains
  - 2013 : La mélodie qui tue
  - 2013 : Trop froide
  - 2019 : À couteau tiré
  - 2019 : Un vrai massacre
  - 2019 : Un tour en voiture
  - 2019 : Un rôle en or
  - 2019 : Un verre de trop
  - 2019 : Suspect numéro 1
  - 2019 : La Preuve par neuf
  - 2019 : Modus operandi
  - 2019 : Une retraite paisible
  - 2019 : Échec aux dames
  - 2019 : La Femme Docteur
  - 2019 : L'Ultime Solution
  - 2019 : Plutôt mourir dans l'eau profonde
  - 2019 : Le Pique-Assiette
  - 2019 : Surexposé
  - 2019 : Un décès dans la famille
  - 2019 : Entre deux femmes

### Actor

#### Cinema
- 1942: Les Visiteurs du soir de Marcel Carné
- 1944: Vive la liberté de Jeff Musso
- 1945: L’affaire du collier de la reine de Marcel L'Herbier
- 1946: L'Homme au chapeau rond de Pierre Billon
- 1946 : Rêves d'amour de Christian Stengel
- 1946 : La Cabane aux souvenirs de Jean Stelli
- 1948: Les Casse-pieds de Jean Dréville
- 1948 : Le Paradis des pilotes perdus de Georges Lampin
- 1948 :  Un film sans titre, tourné à Saint-Cloud dont la copie est perdue de Jean Douchet
- 1949: Portrait d'un assassin de Bernard Roland
- 1949 : Occupe-toi d'Amélie de Claude Autant-Lara
- 1949 : Au grand balcon d'Henri Decoin
- 1949 : Orphée de Jean Cocteau
- 1949 : Une nuit de noces de René Jayet
- 1950: Dieu a besoin des hommes de Jean Delannoy
- 1950 : Bibi Fricotin de Marcel Blistène
- 1951: Deux sous de violettes de Jean Anouilh: Un joueur de belote
- 1951 : Éternel Espoir de Max Joly
- 1952: La neige était sale de Luis Saslavsky
- 1952 : I vinti de Michelangelo Antonioni
- 1952 : I condottieri de Paul Herbiger : Joseph Strauss
- 1953: Maternité clandestine de Jean Gourguet
- 1953 : Le Grand Pavois de Jack Pinoteau
- 1954: Le Comte de Monte-Cristo de Robert Vernay
- 1954 : La comtessa descalça de Joseph L. Mankiewicz
- 1954 : Senso de Luchino Visconti
- 1955: Graziella de Giorgio Bianchi: Alphonse de Lamartine
- 1955 : Gli sbantadi de Francesco Maselli: le comte
- 1957: Le rouge est mis de Gilles Grangier
- 1957 : Le Gorille vous salue bien de Bernard Borderie
- 1958: La Tête contre les murs de Georges Franju
- 1971: Le Sourire vertical de Robert Lapoujade
- 1980: Cocktail Morlock de Gérard Courant
- 1983: Prénom Carmen de Jean-Luc Godard
- 1986: Le Bridge de Gilles Dagneau
- 1989: Vingt p'tites tours de Philippe Truffault i Michel Gondry
- 2011: Americano de Mathieu Demy
- 2013: Putain de lune de Lou Bohringer
- 2015: Marlowe de Sarah Barzyk
- 2017: Le Redoutable de Michel Hazanavicius

#### Televisió
- 1952: Foreign intrigue, tres episodis : Akmet
- 1983: La Route inconnue, dos episodis : le châtelain
- 1986: Grandeur et décadence d'un petit commerce de cinéma de Jean-Luc Godard: Jean Almereyda
- 2017: À votre service (sèrie de televisió), Prime - Spécial Marseille de Florian Hessique : lui-même

### Documentals
- 1974: L'Histoire du cinéma français par ceux qui l'ont fait d'Armand Panigel
- 2005: Mémoires du cinéma français d’Hubert Niogret
- 2006: Jean Gourguet, artisan du mélodrame et du film polisson de Christophe Bier
- 2010: Jean Aurenche, écrivain de cinéma, d’Alexandre Hilaire et Yacine Badday
- 2010: Orphée, retour sur le tournage, DVD SNC, interview par Éric Le Roy
- 2018: 2 bis, rue du conservatoire, de (et avec) Jean-Pierre Mocky

### Documentals sobre Jean-Pierre Mocky
- 1982: Jean-Pierre Mocky, un drôle d'oiseau de Patrick Le Gall
- 2000: Faiseur d'images : Jean-Pierre Mocky de Philippe Fréling, 13 minutes
- 2000: Le parapluie de Cherbourg, épisode de l'émission Strip-tease, réalisé par Manolo D´Arthuys
- 2016: La loi de l'albatros de Charles Schnaebele i Virgile Tyrode
- 2017: La parallèle Mocky de Hugues Baudoin
- 2019 : Mocky sans Mocky de Bernard Sasia (editora d’algunes pel·lícules de Mocky) i Clémentine Yelnik

## Premis i retrospectives
- 1982: Premi de la Crítica al Festival d'Avoriaz per Litan: La Cité des spectres verts.
- 1982: Premi al millor guió al Festival de Sitges per Litan: La Cité des spectres verts.
- Juliol 2004: convidat del Festival de Cinema de Prades (Pirineus Orientals)
- 2009: "Premi Resistència de la Comèdia", atorgat per La Maison du rire et de l'humor de Cluny per tota la seva obra.
- 2010: l'1 de febrer de 2010, va rebre a Vincennes un Prix Henri-Langlois per tota la seva filmografia i per haver aconseguit en cinquanta anys de carrera una carrera que abasta tots els aspectes del setè art, tant com a actor, director, guionista, escriptor, exhibidor, productor i finalment distribuïdor.
- 2013: Prix Alphonse-Allais per tota la seva obra.[6]
- 2012 : Retrospectiva al festival Entrevues de Belfort
- 2014 : Retrospectiva a la Cinémathèque Française del 25 de juny al 13 d'agost[7]
- 2015 : « Polar d'Honneur » pel conjunt de la seva obra al Festival « Polar » de Cognac 2015
- 2015: Prix Lumières d'honor, pel conjunt dela seva obra[8]